# Paweł Szuflat
Paweł Szuflat, ukr. Павло Шуфлят (ur. 6 kwietnia 1889 w Oparówce pow. Krosno, zm. 30 listopada 1981 we Wrocławiu) – duchowny greckokatolicki.

## Życiorys
Ukończył Ukraińskie Gimnazjum Męskie w Przemyślu. W czasie I wojny światowej zmobilizowany do armii austro-węgierskiej. Po zwolnieniu z wojska zdał maturę i wstąpił do Greckokatolickiego Seminarium Duchownego w Przemyślu, które ukończył w 1925 r. Wyświęcony został 26 czerwca 1926 r. przez bp. Jozafata Kocyłowskiego. Żonaty.
Po święceniach administrator w Jasielu pow. Rymanów (1926 r.), a następnie administrator w Bednarce pow. Gorlice (1926–1933), administrator Klimkówce pow. Gorlice (1933–1934) i od 1934 r. proboszcz w Małastowie pow. Gorlice. W swej pracy nie ograniczał się tylko do działalności duszpasterskiej, ale także był animatorem ukraińskiego życia społecznego oraz narodowego swych wiernych na Łemkowszczyźnie. M.in. zakładał czytelnie „Proswity” i wspierał ruch spółdzielczy. Z tego powodu w sierpniu 1939 r. był przez kilka tygodni osadzony w obozie w Berezie Kartuskiej. Okupację spędził w Małastowie.
W przededniu akcji „Wisła”, 2 kwietnia 1947 r., ks. Szuflat mianowany został jednym z dwóch wikariuszy schorowanego ks. Andrzeja Złupka – generalnego wikariusza dla Apostolskiej Administracji Łemkowszczyzny. Swą funkcję duchowny pełnił jednak tylko do 26 czerwca 1947 r., kiedy został wysiedlony.
Po przejściu odpowiedniego kursu ks. Szuflat rozpoczął pracę duszpasterską w obrządku łacińskim na terenie wrocławskiej administracji apostolskiej. Po 1957 r. powrócił do obrządku wschodniego. W 1963 r. otrzymał zgodę na wyjazd do USA, gdzie pełnił posługę w parafiach greckokatolickich. W 1973 r. kapłan powrócił do Wrocławia, gdzie ze względu na stan zdrowia nie podjął się już pełnienia stałych funkcji duszpasterskich, po śmierci pochowany został na miejscowym Cmentarzu Grabiszyńskim.